# Diprion fukudai
Diprion fukudai is een insect uit de familie van de dennenbladwespen (Diprionidae). Het soort komt voor in Japan.